# Liste des équipes continentales en 2005
Cet article liste les équipes continentales en 2005.

## Liste des équipes

### Équipes africaines
| Code UCI | Nom de l'équipe | Pays           |
| -------- | --------------- | -------------- |
| EXE      | Exel            | Afrique du Sud |
| KON      | Konica Minolta  | Afrique du Sud |

### Équipes américaines
| Code UCI | Nom de l'équipe                       | Pays       |
| -------- | ------------------------------------- | ---------- |
| ITB      | Italpasta-Transport Belmire C.C.      | Canada     |
| JET      | Jet Fuel Coffee Connected Sympatico   | Canada     |
| SYM      | Symmetrics                            | Canada     |
| AEC      | Advantage Benefits Endeavour          | États-Unis |
| COL      | Colavita Olive Oil-Sutter Home Wines  | États-Unis |
| SBX      | Express Racing                        | États-Unis |
| HNC      | Health Net-Maxxis                     | États-Unis |
| JBC      | Jelly Belly                           | États-Unis |
| OSD      | Kodak Easyshare Gallery-Sierra Nevada | États-Unis |
| MCG      | McGuire-Langdale                      | États-Unis |
| TMN      | Monex                                 | États-Unis |
| NER      | Nerac/OutdoorLights.com               | États-Unis |
| SEA      | Seasilver                             | États-Unis |
| BBB      | Snow Valley-Seal-On                   | États-Unis |
| TIA      | TIAA-CREF                             | États-Unis |
| JIT      | The Jittery Joe's-Zero Gravity        | États-Unis |
| WEB      | Webcor Builders                       | États-Unis |

### Équipes asiatiques
| Code UCI | Nom de l'équipe              | Pays           |
| -------- | ---------------------------- | -------------- |
| PUR      | Purapharm                    | Hong Kong      |
| WIT      | Wismilak International       | Indonésie      |
| PAY      | Paykan                       | Iran           |
| BGT      | Bridgestone Anchor           | Japon          |
| KIN      | Kinan CCD                    | Japon          |
| MYT      | Miyata-Subaru                | Japon          |
| NIP      | Nippo                        | Japon          |
| RVN      | Sumita Ravanello Pearl Izumi | Japon          |
| CAP      | Capec                        | Kazakhstan     |
| JSC      | Aljazeera Sport Channel      | Qatar          |
| GNT      | Giant Asia Racing            | Taipei chinois |

### Équipes européennes
| Code UCI | Nom de l'équipe                            | Pays                 |
| -------- | ------------------------------------------ | -------------------- |
| WIN      | AKUD Arnolds Sicherheit                    | Allemagne            |
| COM      | ComNet-Senges                              | Allemagne            |
| TLM      | Lamonta                                    | Allemagne            |
| RSH      | RSH                                        | Allemagne            |
| TSP      | Sparkasse                                  | Allemagne            |
| STV      | Stevens Racing                             | Allemagne            |
| CGC      | Corratec-Graz-Cyl                          | Autriche             |
| ELK      | Elk Haus-Simplon                           | Autriche             |
| VOL      | Volksbank Leingruber Ideal                 | Autriche             |
| BDS      | Amuzza.com-Davo                            | Belgique             |
| BWJ      | Bodysol-Win For Life-Jong Vlaanderen       | Belgique             |
| SPR      | Fidea                                      | Belgique             |
| FLA      | Flanders                                   | Belgique             |
| JAR      | Jartazi Revor                              | Belgique             |
| HAM      | Hemus 1896 Aurora 2000 Berchi              | Bulgarie             |
| NES      | Nessebar                                   | Bulgarie             |
| TPH      | GLS                                        | Danemark             |
| GLU      | Glud & Marstrand Horsens                   | Danemark             |
| APV      | Andalucía-Paul Versan                      | Espagne              |
| ORB      | Orbea                                      | Espagne              |
| AUB      | Auber 93                                   | France               |
| BJF      | Bretagne-Jean Floc'h                       | France               |
| AGC      | Androni Giocattoli-3C Casalinghi           | Italie               |
| CER      | Ceramica Flaminia                          | Italie               |
| TUC      | Universal Caffé-Styloffice                 | Italie               |
| RBT      | Rietumu Bank                               | Lettonie             |
| TMB      | Maxbo Bianchi                              | Norvège              |
| SPA      | Sparebanken Vest                           | Norvège              |
| BEC      | B&E                                        | Pays-Bas             |
| BSP      | Bert Story-Piels                           | Pays-Bas             |
| EUR      | Eurogifts.com                              | Pays-Bas             |
| FID      | Fondas Imabo-Doorisol                      | Pays-Bas             |
| LOW      | Löwik Meubelen-Van Losser Installatiegroep | Pays-Bas             |
| MAT      | Moser-AH-Trentino                          | Pays-Bas             |
| RB3      | Rabobank Continental                       | Pays-Bas             |
| TSM      | Skil-Moser                                 | Pays-Bas             |
| TAT      | Trientalis Apac                            | Pays-Bas             |
| EBH      | Van Vliet-EBH-Advocaten                    | Pays-Bas             |
| AMO      | Amore & Vita-Beretta-Polska                | Pologne              |
| DHL      | DHL-Author                                 | Pologne              |
| PSD      | Grupa PSB-Atlas-Orbea                      | Pologne              |
| KNF      | Knauf                                      | Pologne              |
| LEG      | Legia-Bazyliszek                           | Pologne              |
| CAB      | Carvalhelhos-Boavista                      | Portugal             |
| DUJ      | Duja-Tavira                                | Portugal             |
| IMO      | Imoholding-Loulé                           | Portugal             |
| LAL      | LA Aluminios-Liberty Seguros               | Portugal             |
| ASP      | AC Sparta Praha                            | Tchéquie             |
| ADP      | ASC Dukla Praha                            | Tchéquie             |
| REC      | Recycling.co.uk-MG-XPower-Litespeed        | Royaume-Uni          |
| ROC      | Rochelle                                   | Royaume-Uni          |
| ODM      | Omnibike Dynamo Moscou                     | Russie               |
| LOK      | Lokomotiv                                  | Russie               |
| AER      | Aerospace Engeenering                      | Serbie-et-Monténégro |
| ZPS      | CK ŽP Šport AS Podbrezová                  | Slovaquie            |
| DUK      | Dukla Trenčín                              | Slovaquie            |
| ADR      | Krka-Adria Mobil                           | Slovénie             |
| PER      | Perutnina Ptuj                             | Slovénie             |
| RAR      | Radenska Rog                               | Slovénie             |
| SAK      | Sava                                       | Slovénie             |
| SRW      | Saeco-Romer's-Wetzikon                     | Suisse               |

### Équipes océaniennes
| Code UCI | Nom de l'équipe   | Pays      |
| -------- | ----------------- | --------- |
| CYN      | Cyclingnews.com   | Australie |
| MGX      | MG XPower-Bigpond | Australie |